# Bahnhof Moosburg
Der Bahnhof Moosburg ist eine Betriebsstelle an der Bahnstrecke München–Regensburg. Er ist der einzige Bahnhof auf dem Gebiet der Stadt Moosburg an der Isar im oberbayerischen Landkreis Freising. Im Jahr 2017 stiegen täglich rund 5000 Fahrgäste am Bahnhof Moosburg ein und aus.

## Lage
Der Bahnhof Moosburg liegt bei Streckenkilometer 57,526 an der zweigleisigen, elektrifizierten Hauptbahn München–Regensburg (Streckennummer 5500). Der Bahnhof umfasst drei Gleise, die alle eine Bahnsteigkante besitzen. Dabei bilden die beiden östlichen Gleise die durchgehenden Hauptgleise. Das westliche Gleis wird vom Personenverkehr regulär nicht genutzt. Im Nordkopf des Bahnhofs ist an Gleis 1 ein Bahnhofsteil angebunden, der dem Güterverkehr vorbehalten ist. Hier befinden sich vier Ab- und Bereitstellungsgleise, davon eines mit Laderampe, sowie Gleisanschlüsse der Firmen BayWa und Clariant.
Der Bahnhof befindet sich rund 500 Meter westlich des Stadtzentrums von Moosburg. Das ehemalige Empfangsgebäude hat die Adresse Bahnhofstraße 43. Auf der Westseite werden die Bahnanlagen durch die Wohnbebauung an der Weizenstraße, Hopfenstraße und Stellwerkstraße begrenzt. Östlich des Bahnhofsareals verläuft die Bahnhofstraße. Richtung München erstreckt sich der Bahnhofsbereich bis etwa 200 Meter südlich des Bahnübergangs Georg-Schweiger-Straße, Richtung Landshut bis etwa 200 Meter nördlich der Eisenbahnüberführung Thalbacher Straße.

## Geschichte
Der Bahnhof Moosburg wurde am 3. November 1858 mit der Eröffnung des Teilstücks Freising–Landshut der Bahnstrecke München–Landshut in Betrieb genommen. Am 25. November 1891 wurde der zweigleisige Betrieb, am 3. Oktober 1925 der elektrische Betrieb aufgenommen.
Um 1920 wurde am Bahnhof Moosburg ein mechanisches Stellwerk der Firma Krauss Bauart J in Betrieb genommen. Dieses wurde zum 28. Oktober 2007 durch ein elektronisches Stellwerk (ESTW-A) von Siemens abgelöst.
Etwa seit 2012 ist regelmäßig eine Sanierung bzw. ein Neubau des in die Jahre gekommenen Empfangsgebäudes im Gespräch. Im April 2012 stimmte der Moosburger Stadtrat einem Neubau für 830.000 Euro durch die Deutsche Bahn zu; der städtische Zuschuss sollte 150.000 Euro betragen. Darin sollten ein Reisezentrum, eine Bahnhofsbuchhandlung, eine Bäckereifiliale mit Café und öffentliche Toiletten untergebracht werden. Im Herbst 2014 wurde verkündet, dass ein Investor den Abriss und Neubau ab 2015 durchführen sollte. Der städtische Zuschuss sollte daher entfallen. Da über mehrere Jahre hinweg nichts passierte, kaufte die Stadt Moosburg das Empfangsgebäude zum 1. Januar 2020. Im Frühjahr 2020 hätte dessen Sanierung beginnen sollen, die aber wegen der Corona-Krise zurückgestellt wurde. Deshalb wurden auch wieder Überlegungen angestellt, ob nicht ein Neubau günstiger als eine Sanierung wäre. Zwischen April und Oktober 2020 wurden die Bahnsteige auf 320 Meter verlängert, um den Halt von längeren Zügen zu ermöglichen. Dabei wurden auch die Wetterschutzeinrichtungen verbessert.

## Infrastruktur
Der Bahnhof verfügt über drei Bahnsteiggleise, die am Hausbahnsteig (Gleis 1) und einem Inselbahnsteig (Gleise 2 und 3) liegen. Die Bahnsteige sind rund 320 Meter lang; die Bahnsteigkanten liegen 76 Zentimeter über der Schienenoberkante. Der Inselbahnsteig ist über eine Fußgängerunterführung mit Aufzügen angebunden; daher gilt der Bahnhof als barrierefrei. Er verfügt über digitale Anzeigen.
| Gleis | Nutzbare Länge | Bahnsteighöhe | Nutzung                   |
| ----- | -------------- | ------------- | ------------------------- |
| 1     | 320 m          | 76 cm         | Züge in Richtung Landshut |
| 2     | 320 m          | 76 cm         | Züge in Richtung München  |
| 3     | 320 m          | 76 cm         | –                         |

Am Bahnhof Moosburg befindet sich ein elektronisches Stellwerk (ESTW-A), das aus der Betriebszentrale München ferngesteuert wird. Dieses übernimmt zwischen Marzling und Landshut die Betriebsführung von 28 Kilometern Strecke, zwei Bahnhöfen (Moosburg und Langenbach) sowie 18 verbliebenen Bahnübergängen.
Der Bahnhof Moosburg ist aufgrund der Randlage im Münchner Verkehrs- und Tarifverbund (MVV) ein beliebter Bahnhof für Pendler aus Moosburg und den umliegenden Gemeinden aus den Landkreisen Freising, Erding und Landshut nach München. Rund um den Bahnhof sind über 400 P+R-Stellplätze vorhanden, die meisten davon in einem Parkhaus mit Wendelrampen.

## Verkehr
Der Bahnhof Moosburg wird von verschiedenen Zügen des Regionalverkehrs der DB Regio bedient. Im angenäherten Stundentakt hält die Regionalbahn Freising–Landshut in Moosburg. Im Stundentakt fahren der Flughafenexpress von Regensburg über Landshut zum Flughafen München sowie der Donau-Isar-Express, der die Relation München–Freising–Landshut–Plattling–Passau bedient, den Bahnhof Moosburg an. Im Zwei-Stunden-Takt halten die Züge der Regional-Express-Linie München–Freising–Landshut–Regensburg–Nürnberg. Die Züge des alex, der seit 2007 im Zwei-Stunden-Takt zwischen München und Regensburg (und weiter über Schwandorf nach Hof bzw. Prag) verkehrt, halten nur in Tagesrandlage in Moosburg.
| Zuggattung | Linienverlauf | Taktfrequenz                                      |
| ---------- | --- | ------------------------------------------------- |
| RB33       | Freising – Moosburg – Landshut (Bay) Hbf                                                                         | Stundentakt                                       |
| RE22       | Flughafenexpress: Flughafen München – Freising – Moosburg – Landshut (Bay) Hbf – Regensburg Hbf (– Nürnberg Hbf) | Stundentakt (alle zwei Stunden von/nach Nürnberg) |
| RE3        | Donau-Isar-Express: München Hbf – Freising – Moosburg – Landshut (Bay) Hbf – Plattling – Passau Hbf              | Stundentakt                                       |
| RE50       | München Hbf – Freising – Moosburg – Landshut (Bay) Hbf – Regensburg Hbf – Neumarkt (Oberpf) – Nürnberg           | ein Zugpaar                                       |
| RE2        | München Hbf – Freising – Moosburg – Landshut (Bay) Hbf – Regensburg Hbf – Schwandorf – Hof                       | einzelne Züge                                     |
| RE25       | München Hbf – Freising – Moosburg – Landshut (Bay) Hbf – Regensburg Hbf – Schwandorf – Prag                      | einzelne Züge                                     |

Die Fahrzeit von Moosburg nach München Hauptbahnhof mit den Regional-Express-Linien beträgt regulär 35 bis 37 Minuten und damit weniger als an manchen S-Bahn-Außenästen.